# Charles Yriarte
Charles Yriarte – francuski pisarz pochodzący z rodziny o hiszpańskich korzeniach.
Studiował architekturę w École des Beaux-Arts w Paryżu, a w 1856 r. został inspektorem budynków rządowych. Podróżował z wojskiem hiszpańskim pracując jako korespendonet wojenny dla czasopisma Monde illustre. Był w Maroku w czasie wojny hiszpańsko-marokańskiej. Pisał również relacje z podróży po Hiszpanii i Włoszech, w 1862 r. został redaktorem Monde illustre. W 1871 r. porzucił pracę w gazecie i poświęcił więcej czasu na podróże i opisywanie doświadczeń podróżnika.
Jednym z jego najważniejszych dzieł jest studium życia i twórczości malarza Francisca Goi zatytułowane Goya, sa vie, son oeuvre z 1867 roku. Yriarte był jednym z nielicznych, którzy po śmierci malarza odwiedzili jego rezydencję (Dom Głuchego) i opisali znajdujące się w nim malowidła ścienne, tzw. czarne obrazy, zanim przeniesiono je na płótna.

## Wybrane dzieła
- La societé espagnole (1861)
- Sous la tente, souvenir du Maroc (1862)
- Paris grotesque, les celebrités de la rue 1815-63 (1864)
- Les cercles de Paris, 1828-64 (1865)
- Portraits parisiens (1865)
- Nouveaux portraits parisiens (1869)
- Goya, sa vie, son oeuvre (1867)
- Portraits cosmopolites und Tableaux de la guerre (1870)
- Les Prussiens à Paris et le 18 mars (1871)
- Campagne de France 1870-71 (1871)
- Les princes d'Orleans (1872)
- Le Puritain (1873)
- La vie d'un patricien de Venise au XVI. siècle (1885)
- La Bosnie et l'Herzégovine pendant l'insurrection (1875)
- Venise: l'histoire, l'art, l'industrie, la ville et la vie (1877)
- Les bords de l'Adriatique (1878)
- Florence (1880)
- Un condottiere au XV. siècle: Rimini (1882)
- Françoise de Rimini (1882)
- Matteo Civitali (1885)
- Cesar Borgia (1889)